# Макау 120
Макау 120 (англ. Makaoo 120) — індіанська резервація в Канаді, у провінції Альберта, у межах муніципального району Верміліон-Рівер.

## Населення
За даними перепису 2016 року, індіанська резервація нараховувала 208 осіб, показавши зростання на 15,6%, порівняно з 2011-м роком. Середня густина населення становила 5,8 осіб/км².
З офіційних мов обидвома одночасно володіли 5 жителів, тільки англійською — 210. Усього 65 осіб вважали рідною мовою не одну з офіційних, з них усі — одну з корінних мов.
Працездатне населення становило 44,4% усього населення, рівень безробіття — 33,3%.

## Клімат
Середня річна температура становить 1,3°C, середня максимальна – 21,3°C, а середня мінімальна – -23,7°C. Середня річна кількість опадів – 417 мм.
| Клімат поселення                              | Клімат поселення | Клімат поселення | Клімат поселення | Клімат поселення | Клімат поселення | Клімат поселення | Клімат поселення | Клімат поселення | Клімат поселення | Клімат поселення | Клімат поселення | Клімат поселення | Клімат поселення |
| Показник                                      | Січ.             | Лют.             | Бер.             | Квіт.            | Трав.            | Черв.            | Лип.             | Серп.            | Вер.             | Жовт.            | Лист.            | Груд.            |                  |
| Середній максимум, °C                         | −10,2            | −6,53            | −0,12            | 10,14            | 17,00            | 21,29            | 21,13            | 20,24            | 14,54            | 8,47             | −2,35            | −10,94           |                  |
| Середня температура, °C                       | −16,98           | −13,29           | −6,88            | 3,38             | 10,23            | 14,52            | 16,67            | 15,80            | 10,13            | 4,03             | −6,78            | −15,38           |                  |
| Середній мінімум, °C                          | −23,74           | −20,07           | −13,66           | −3,4             | 3,45             | 7,74             | 12,23            | 11,36            | 5,65             | −0,4             | −11,22           | −19,81           |                  |
| Норма опадів, мм                              | 18               | 12               | 18               | 23               | 43               | 73               | 80               | 60               | 38               | 16               | 18               | 18               |                  |
| Середньомісячна швидкість вітру, м/с          | 3.98             | 4.00             | 4.10             | 4.30             | 4.20             | 3.80             | 3.50             | 3.40             | 3.80             | 4.00             | 4.10             | 4.00             |                  |
| Середньомісячна сонячна радіація, кДж/м²·день | 3531             | 7089             | 12395            | 17526            | 21083            | 22269            | 22345            | 18494            | 12482            | 7423             | 3799             | 2545             |                  |
| --------------------------------------------- | ---------------- | ---------------- | ---------------- | ---------------- | ---------------- | ---------------- | ---------------- | ---------------- | ---------------- | ---------------- | ---------------- | ---------------- | ---------------- |
| Джерело:                                      |                  |                  |                  |                  |                  |                  |                  |                  |                  |                  |                  |                  |                  |